# Parc national de Chinji
Le parc national de Chinji est un parc national pakistanais situé dans le district de Chakwal, au sein de l'État du Pendjab. Cette aire protégée, créée en 1987, a une superficie totale de 60,95 km2.

## Localisation et climat
Située dans le Salt Range à une altitude moyenne de 680 mètres, la zone est située à environ 130 km au sud de la capitale Islamabad. Elle intersecte une écorégion de type déserts et terres arbustives xériques selon la classification du WWF.
Ses précipitations moyennes de 537 mm (dont 308 mm durant la saison des moussons, de juillet à septembre), pour une température fluctuant d'un minimum de 2,2 °C en janvier à un maximum de 27 °C en juin.

## Faune et flore
Le parc national de Chinji abrite des individus de l'espèce menacée (« vulnérable » dans la classification de la liste rouge de l'UICN) Ovis orientalis — 12 selon un recensement de 1988.